# Toja Ellison
Toja Ellison (rojena Černe), slovenska lokostrelka, *4. julij 1993, Ljubljana.

## Športni uspehi
Na Evropskih igrah 2019 v Minsku je Toja osvojila zlato medaljo v posamični razvrstitvi tekmovanja v lokostrelstvu s sestavljenim lokom.
Leta 2017 je osvojila srebro na Svetovnih igrah, ki so se odvijale v poljskem Wrocławu.
Leta 2019 je v mešanih ekipah, skupaj s Stašem Modicem osvojila srebrno medaljo na tekmi svetovnega pokala v Berlinu, leta 2020 pa je končala na 14. mestu tekmovanja The Vegas Shoot v Las Vegasu.
Aprila 2016 se je poročila z ameriškim lokostrelcem Bradyjem Ellisonom.